# موس مايوروم

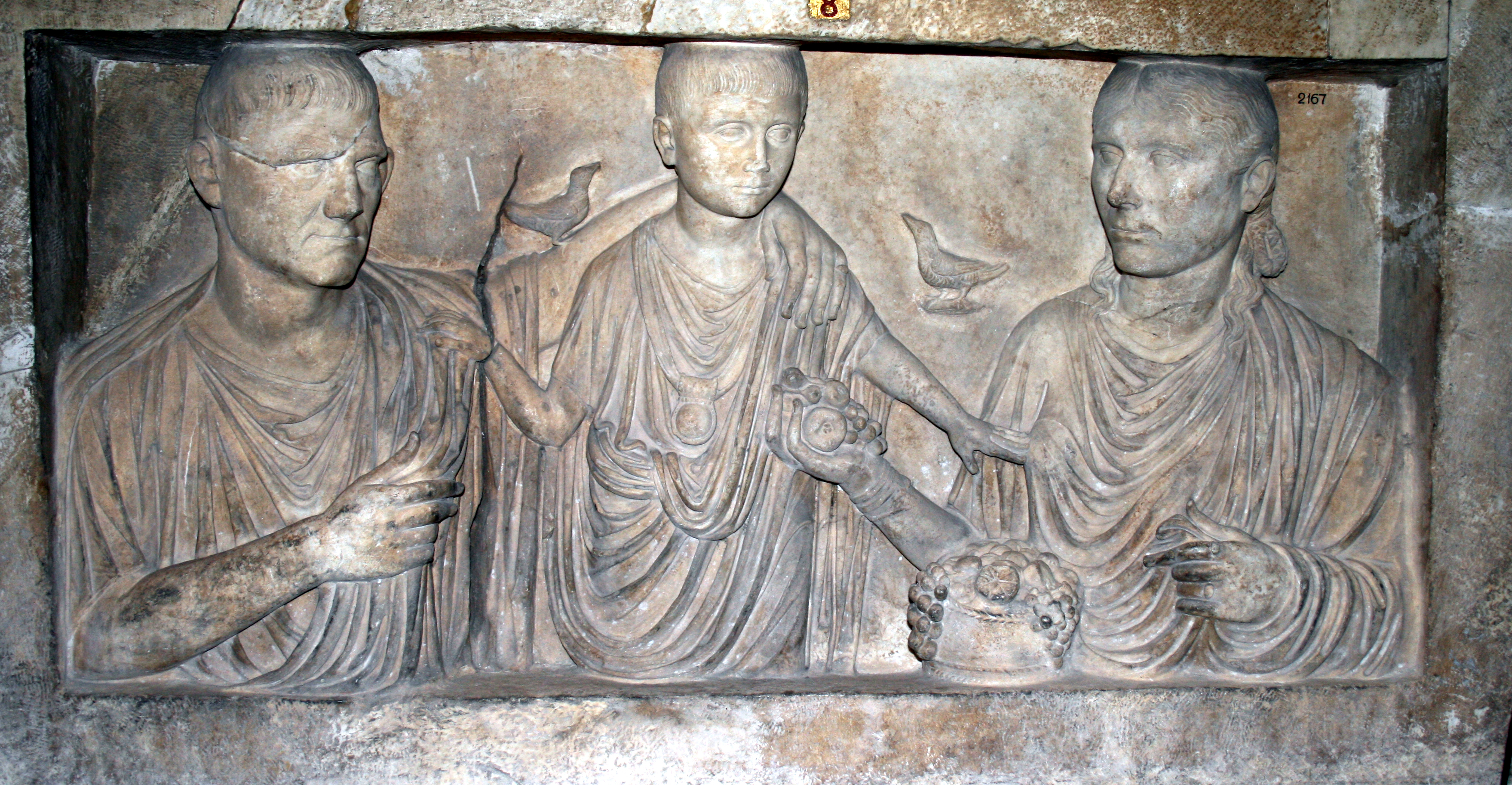
لوحة تمثل الموس مايوروم

الموس مايوروم (باللاتينية: Mos maiorum، وتعني: التقليد القديم، أو أسلوب القدماء) هو قانون غير مكتوبٍ استمدَّت منه المعايير الاجتماعية في روما القديمة. كان الموس مايوروم المفهوم الأساسي في التقاليد الرومانية، إذ كان يختلف اختلافاً كبيراً عن القانون المكتوب رغم كونه تكملةً جوهرية له. كان يشمل هذا المفهوم أشياء عديدة، من مبادئ كانت مقدَّسة في الماضي، إلى آداب السلوك، والعادات الاجتماعية المختلفة التي أثرت على الحياة العسكرية والسياسية الخاصة في روما.